# Orchelimum silvaticum
Orchelimum silvaticum är en insektsart som beskrevs av Mcneill 1891. Orchelimum silvaticum ingår i släktet Orchelimum och familjen vårtbitare. Inga underarter finns listade i Catalogue of Life.